# Emil Sundberg (kansliråd)
Anders Emil Christofer Sundberg, född den 16 oktober 1882 i Dalby församling, Malmöhus län, död den 19 februari 1977 i Stockholm, var en svensk ämbetsman. 
Sundberg avlade hovrättsexamen vid Lunds universitet 1905 och genomförde tingstjänstgöring 1906–1908. Han blev amanuens i finansdepartementet 1909, handsekreterare hos statsministern 1911, särskild föredragande inom finansdeparetementet av ärenden angående kommunala finanser 1913 och extra föredragande i regeringsrätten av mål och ärendenden tillhöriga finansdepartementet samma år. Sundberg var kansliråd i finansdepartementet och chef för regeringsrättsbyrån där 1917–1949. Han tilldelades expeditionschefs namn 1950. Sundberg var sakkunnig, sekreterare och ledamot av ett flertal kommittéer och utredningar rörande beskattningsväsendet 1910–1937, redaktör av Regeringsrättens årsbok 1919–1949 och sekreterare i sällskapet Pro Patria 1948–1962. Han publicerade Redogörelse för gällande lagstiftning rörande beskattning av värdestegring å fast egendom i Tyskland och England (1912) med flera skrifter i beskattningsfrågor. Sundberg blev riddare av Nordstjärneorden 1920 och av Carl XIII:s orden 1949 samt kommendör av andra klassen av Nordstjärneorden 1932 och kommendör av första klassen 1944. Han vilar på Täby kyrkogård.